# Вагон-сцеп

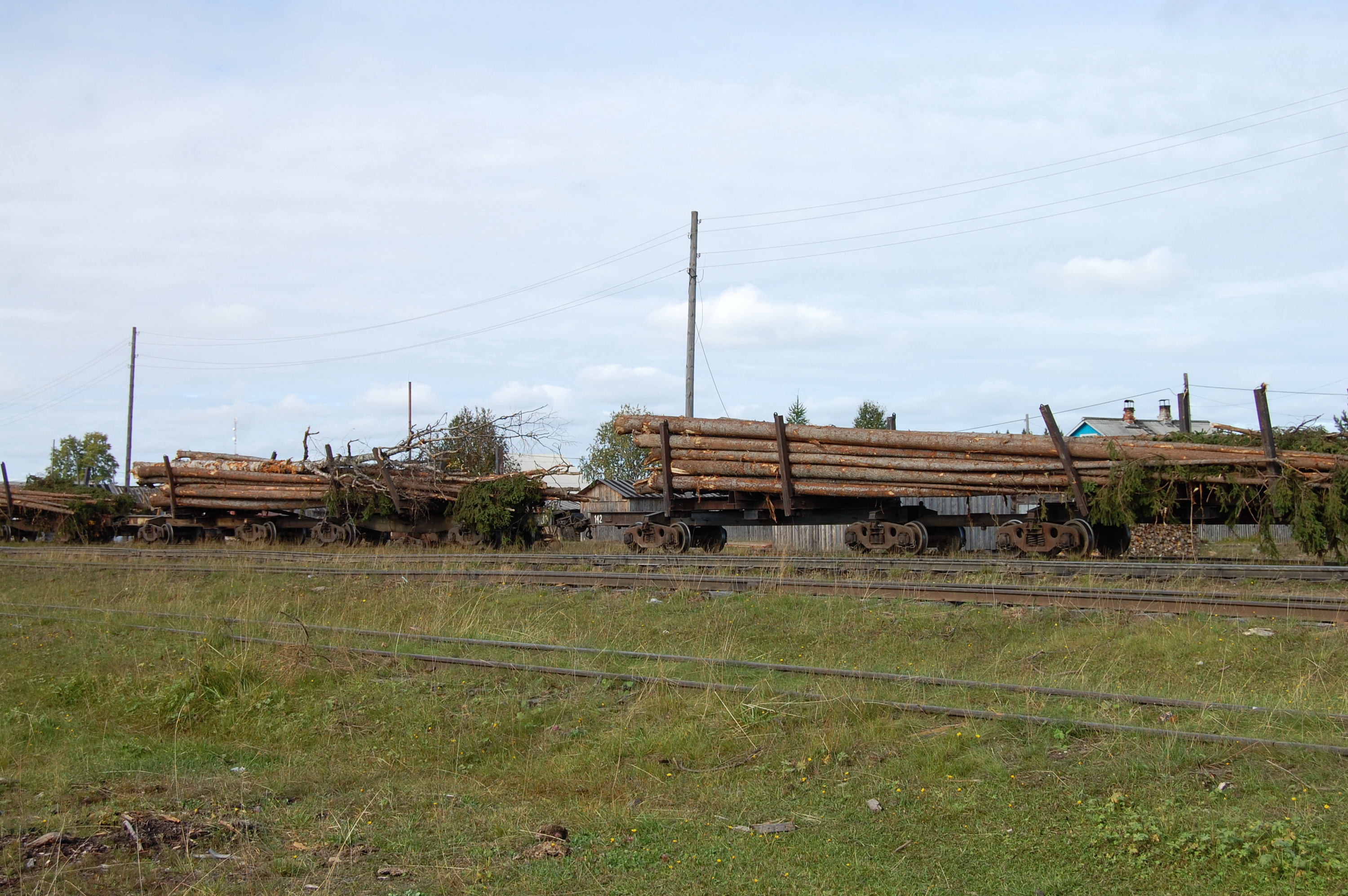
Вагоны-сцепы с хлыстами

Вагон-сцеп — узкоколейный грузовой вагон открытого типа, предназначенный для перевозки сортимента и хлыстов по узкоколейным железным дорогам.

## Общие сведения

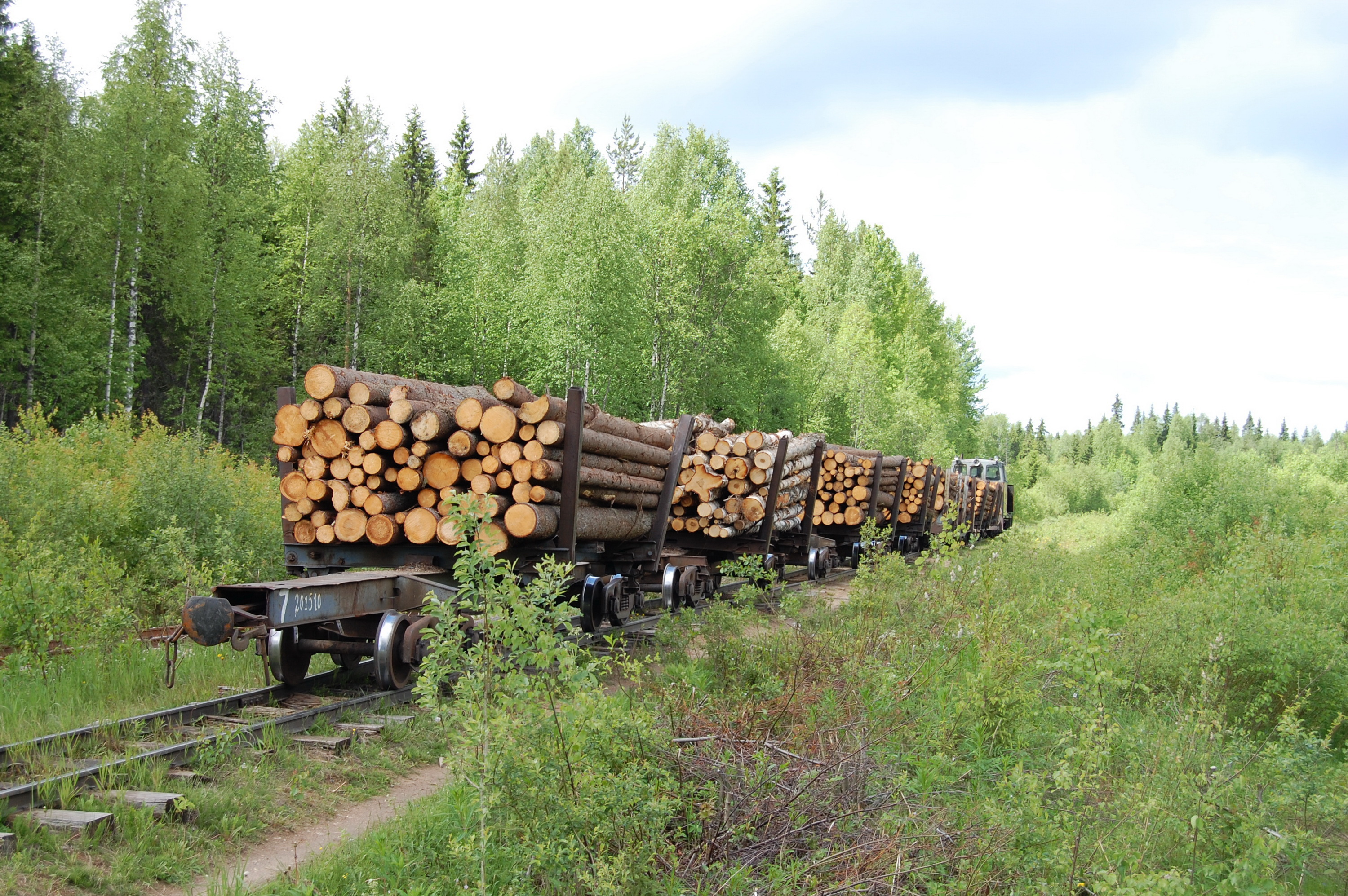
Вагоны-сцепы с сортиментом

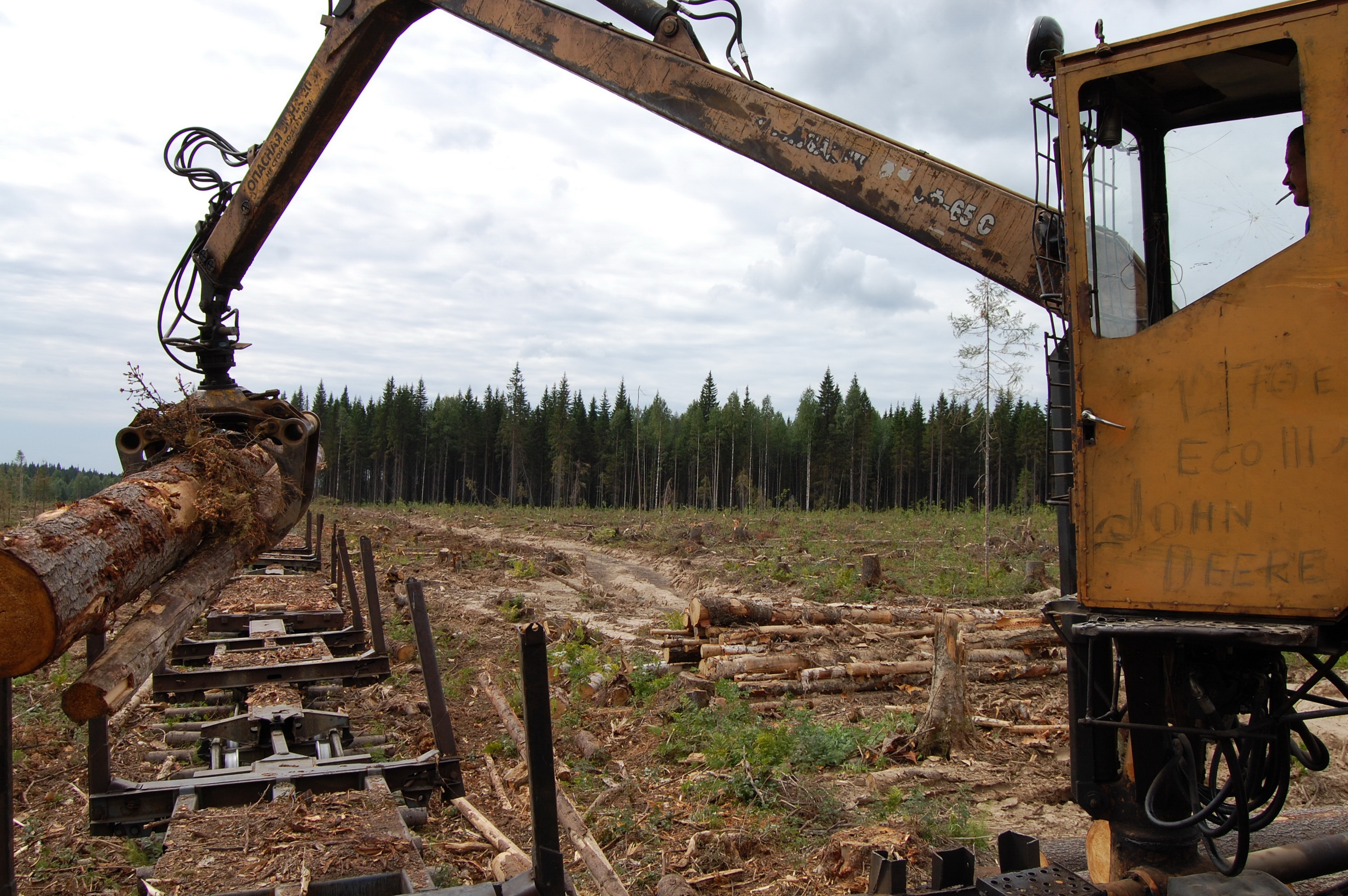
Погрузка сортимента

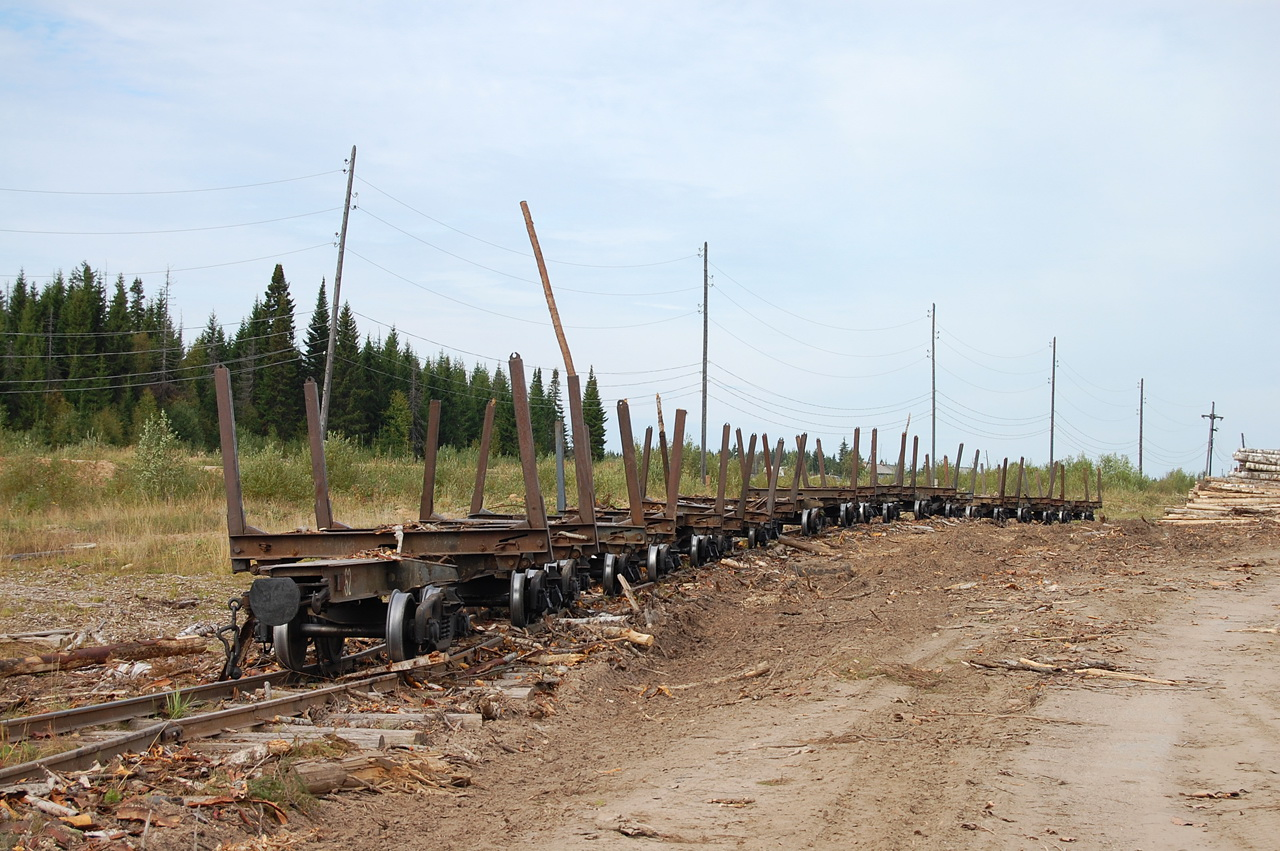
Вагоны-сцепы

Восьмиосный вагон-сцеп грузоподъемностью 28 тонн предназначен для перевозки сортимента и хлыстов по лесовозным железным дорогам колеи 750 мм. Вагон-сцеп состоит из двух одинаковых четырёхосных полусцепов, соединенных между собой раздвижной телескопической вставкой, позволяющей изменять базу и общую длину сцепа (длина устанавливается в зависимости от длины хлыстов). Благодаря телескопической вставке обеспечивается вывоз леса в хлыстах длиной 8 — 24 м, конструктивная скорость 50 км/ч. Основной несущий элемент полусцепа — хребтовая балка коробчатого сечения, сваренная в виде бруса равного сопротивления изгибу из двух вертикальных листов толщиной 8 мм и двух горизонтальных листов толщиной 10 мм. К хребтовой балке приварены две шкворневые балки коробчатого сечения, а в середине — поперечная балка, на которую опираются скользуны металлического рамного коника. С одной стороны хребтовой балки устанавливается ударно-тяговый прибор, с другой — устройство для соединения с телескопической вставкой. В центральной части хребтовой балки находится опорно-поворотное устройство, которое предназначено для передачи нагрузки от коника на хребтовую. Коник вагона-сцепа — рамной конструкции, состоит из двух продольных, двух поперечных промежуточных и двух концевых поперечных балок с вертикальными стойками. Внутри концевых поперечных балок рамного коника размещен механизм автоматического запирания стоек. Сверху стойки соединены цепями. Для стабилизации положения рамного коника при движении вагона-сцепа в порожнем состоянии на хребтовой балке размещен фиксатор. Вагон-сцеп может быть двух разновидностей: нетормозным и с автоматическим тормозом. Ходовой частью полусцепа служат две двухосные тележки штампо-сварной конструкции с рессорным комплектом, состоящим из двух цилиндрических пружин.

## Техническая характеристика
| Ширина колеи                                                                 | 750 мм                 |
| Число осей                                                                   | 8                      |
| Масса вагона (тара)                                                          | 8,2 (9,1) тонн         |
| Максимальная ширина                                                          | 2420 мм                |
| Длина вагона по буферам (в зависимости от положения телескопической вставки) | 20900, 22900, 24900 мм |
| Ширина вагона                                                                | 2300 мм                |
| Высота от головки рельса                                                     | 2350 мм                |
| Высота до опорной поверхности коника                                         | 1134 мм                |
| Высота до оси буфера                                                         | 620 мм                 |
| Длина перевозимых хлыстов                                                    | 8-24 м                 |